# Rjazaň
Rjazaň (rusky Ряза́нь) je starobylé město uprostřed evropské části Ruské federace, při řece Oka 196 km jihovýchodně od Moskvy. Rjazaň, do roku 1778 zvaná Perejaslavl-Rjazanskij. Je správním střediskem Rjazaňské oblasti. Žije zde přibližně 521 tisíc obyvatel.
Na severozápadním okraji města se nachází letecká základna Ďagilevo.

## Historie
Počátky města se datují do roku 1095, kdy ruští osadníci, pravděpodobně na popud černigovského knížete Jaroslava Svjatoslaviče († 1129), přišli do oblasti, obývané dříve mordvinskými kmeny a založili v místech, kde se stékají říčky Trubež a Lybeď před ústím do Oky, hradiště, zvané Perejaslavl-Rjazanskij (Переяславль-Рязанский). Od poloviny 12. století existovalo už samostatné Rjazaňské knížectví; jeho sídlem však bylo hradiště Rjazaň, dnešní Staraja Rjazaň (Старая Рязань), ležící u Spasska, 50 km jihovýchodně od města nynějšího. V roce 1198 se Rjazaň stala sídlem pravoslavného biskupství.
Rjazaň byla prvním z ruských měst, kde se objevili Batuchanovi Mongolové a po šestidenním krvavém boji byla 21. prosince 1237 dobyta a její obyvatelstvo zcela vyhlazeno. Město sice brzy obnovili, ale původní nádhery a významu už nedosáhlo; biskupství a posléze i knížecí dvůr se přesunuly do Perejaslavle Rjazaňské, kudy procházela důležitá obchodní cesta. Stará Rjazaň postupně zpustla. Největšího významu dosáhlo rjazaňské knížectví ve druhé polovině 14. století za vlády knížete Olega Ivanoviče, kdy na čas konkurovalo sousednímu knížectví moskevskému. Za Olegových nástupců se rjazaňská země postupně dostala pod moskevský vliv a její samostatnost definitivně skončila roku 1521 dosazením moskevského místodržícího do Perejaslavle. Roku 1778 došlo k přejmenování Perejaslavlu na Rjazaň a zřízení Rjazaňské gubernie. V roce 1918 došlo ke zřízení první vysoké školy; ve městě se nachází Vysoká škola výsadkových vojsk Ruské federace. 26. září 1937 byla ustavena Rjazaňská oblast.

## Ekonomika
V Rjazani provozuje firma Rosněfť ropnou rafinerii, která je podle agentury Reuters sedmou největší v Rusku. Její roční výroba představuje 8 % ruské produkce leteckého paliva, 6,4 % benzínu, 4,1 % nafty a 7,7 % topného oleje. V reakci na ruskou invazi na Ukrajinu podnikly 13. března 2024 ukrajinské bezpilotní letouny úspěšný  nálet na rafinerii. 
 Útok a následný požár rafinerie, která ročně zpracuje asi 12,7 milionu tun ropy, potvrdil rjazaňský gubernátor Pavel Malkov.

## Partnerská města
- Omiš, Chorvatsko
- Kruševac, Srbsko (2000)
- Jerevan, Arménie (2015)
- Janov, Itálie (2016)
- Kaluga, Rusko (2019)

## Osobnosti města
- Olga Kaliturinová (* 1976), ruská atletka, skokanka do výšky
- Andrej Markov (1856–1922), ruský matematik
- Ivan Pavlov (1849–1936), ruský fyziolog, psycholog a lékař
- Irina Simaginová (* 1982), ruská atletka, dálkařka
- Alexandra Trusovová (* 2004), ruská krasobruslařka
- sv. Serafim Sofijský (1881 - 1950), světec, pravoslavný arcibiskup